# Radim (okres Jičín)
Obec Radim se nachází v okrese Jičín, kraj Královéhradecký, zhruba 6 km severovýchodně od Jičína, na okraji Jičínské kotliny, v úrodné denudační sníženině (průměrná výška 300 m n. m.), která je otevřená v jižním a západním směru a zvolna se svažuje k jihu. Na severní straně tvoří dominantu vrchy Kumburk (642 m n. m.) a Bradlec (547 m n. m.) se zříceninami středověkých hradů; na západním obzoru se vypíná vrch Zebín (399 m n. m.) a Veliš (429 m n. m.), mezi kterými je v jihozápadním směru situováno okresní město Jičín. Žije zde 477 obyvatel.
Obec je, spolu s dalšími 13 obcemi, součástí mikroregionu Svazek obcí Brada, který vznikal od roku 2003. Kromě Radimi jsou v něm sdruženy obce Brada-Rybníček, Dílce, Holín, Jinolice, Kbelnice, Kněžnice, Libuň, Podůlší, Soběraz, Dřevěnice, Ostružno, Újezd pod Troskami a Zámostí-Blata.

## Název
Název obce Radim vznikl z osobního jména a původně znamenal Radimův dvůr. Dá se usuzovat, že Radim byla rodištěm vladyků z Radimi, kteří jsou zde připomínáni v pramenech ze 14. století.

## Části obce

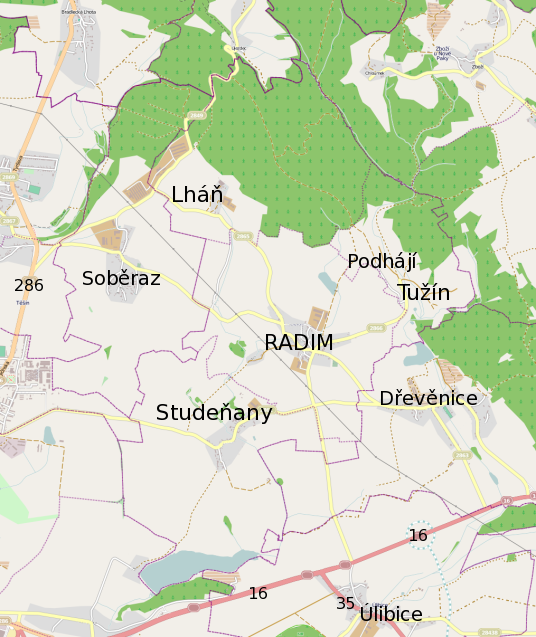
Mapa katastrálního území Radim

- Radim
- Lháň
- Podhájí
- Studeňany
- Tužín

## Klimatické podmínky
Obec leží v mírně teplé oblasti s mírně vlhkou, mírnou zimou. Průměrná roční teplota je 7–8 °C, průměrné roční srážky činí 500–700 mm.

## Historie

### Počátky
Známky nejstaršího osídlení v blízkém okolí Radimi sahají až do mladší doby kamenné, kdy se v tomto kraji objevují první zemědělci. Zhruba v místě dnešní hranice katastrů obcí Radimi a Soběrazi, na východním soběrazském svahu, se rozkládala osada kultury vypíchané keramiky, jak to dokládají četné archeologické nálezy zlomků keramiky a kamenných nástrojů. Další doklady osídlení území jsou však až z mladší doby bronzové, z období lužické kultury lidu popelnicových polí. Na přelomu 19. a 20. století bylo na jižním okraji obce Lháň objeveno rozsáhlé pohřebiště 116 žárových hrobů, které patří k největším pohřebištím lužické kultury ve východních Čechách. Teprve koncem 20. století bylo o 500 m níže, v blízkosti lokality zvané „Na Sádkách“, objeveno sídliště, které se nejspíš přímo vztahuje ke lháňskému pohřebišti.
První písemná zmínka o obci, kdy dolní část vsi vlastnil Zdeněk z Radimi a horní část držel Půta z Turgova společně s panstvím Bradlec, pochází z roku 1360. Z téhož roku pochází záznam, že Půta z Turgova a Zdeněk z Radimi společně uplatnili patronátní právo k radimskému kostelu. Koncem 14. století (údajně od roku 1393) – byla horní část Radimi součástí kumburského panství, které vlastnili Vartemberkové. V roce 1406 Jan Kumburský z Vartemberka musel pro dluhy prodat panství a zůstala mu jen horní část Radimi s dvorem, kde se usadil a žil zde až do své smrti v roce 1410. Po jeho smrti ji získal Mikuláš z Úlibic, který ji připojil k úlibickému statku. Dále není historie vsi známa, kromě záznamu, že v roce 1448 Václav z Radimi pomáhal Jiřímu z Poděbrad při dobývání Prahy.

### Středověk a novověk
Roku 1533, v souvislosti s velkými majetkovými převody se, po více než 100 letech, vrací ves Radim do zaznamenané historie. V té době byla již celá ves součástí kumburského panství, které vlastnili v tomto období Trčkové z Lípy. Ti také nejspíše v druhé polovině 16. století založili v Radimi tvrz, kde při pobytu na svém panství, mohli, kromě Jičína, přebývat. V roce 1607 Jan Rudolf Trčka prodal celé kumburské zboží Zikmundovi Smiřickému ze Smiřic. Ten ze zakoupených a zděděných majetků vytvořil rozsáhlé dominium, k němuž patřila také Radim a vsi v jejím okolí – Soběraz, Lháň, Tužín, Dřevěnice a Studeňany. V souvislosti s Radimí je již zmiňována „tvrz s dvorem poplužním a kovárnou“. Po bitvě na Bílé hoře získal celou polovinu zkonfiskovaného majetku Smiřických jejich příbuzný Albrecht Václav Eusebius z Valdštejna. Ještě před definitivním rozhodnutím ohledně dědictví, na jaře roku 1621 pozval kartuziány z Olomouce, aby na jeho panství založili klášter. Prozatímně je ubytoval v radimské tvrzi a vybavil je náležitými prostředky k obživě a pobytu. Do roku 1623 vytvořil Valdštejn ze svých, obratně získaných majetků, rozsáhlé frýdlantské dominium se sídelním městem Jičínem. Roku 1625 se vévoda Albrecht rozhodl převézt ze Štípy na Moravě ostatky své první manželky Lukrécie Nekšovny z Landeka a do vybudování kláštera ve Valdicích je nechal prozatímně uložit v chóru radimského kostela. Druhá Valdštejnova manželka Isabella Kateřina z Harrachu porodila 22. listopadu 1627 syna Albrechta Karla. Koncem téhož roku, na počest této radostné události, předal vévoda kartuziánům zakládací listinu valdického kláštera, nazvaného podle blízké obory Valdická kartouza (Carthusia Waldicensis). K materiálnímu zabezpečení 12 mnichů, převora a hospodářského správce kláštera byla vyčleněna tvrz Radim s dvěma poplužními dvory, z nichž jeden byl v Radimi a druhý u Robous, a 12 vesnicemi s veškerým příslušenstvím. 13. ledna 1628 zemřel Valdštejnův syn Albrecht Karel v necelých dvou měsících věku a traduje se, že byl dočasně pohřben vedle Valdštejnovy první manželky v původním radimském kostele. V roce 1632 kartuziáni přesídlili z radimské tvrze do valdického kláštera a tam též přenesli ostatky Valdštejnovy první manželky a syna.
Když byl v roce 1634 zavražděn vévoda Albrecht z Valdštejna, frýdlantské vévodství bylo zrušeno, majetek zkonfiskován a přidělen příslušníkům šlechty, většinou cizího původu. Celou oblast severovýchodních Čech zasáhlo naplno rabování a drancování vojsk, bojujících o moc během třicetileté války. Po skončení třicetileté války se valdičtí kartuziáni pustili do obnovy kláštera a jeho hospodářského zázemí. Radimskou tvrz přestavěli na zámek a rozvíjeli i další stavební aktivity. V roce 1765 byla ustavena samostatná radimská farnost. Po zrušení valdického kláštera v roce 1781, přešla Radim pod správu Náboženského fondu. Radimská farnost získala řadu cenných předmětů ze zrušeného kláštera ve Valdicích a v roce 1784 podepsáním "smlouvy o převzetí pozemků poddanými panství radimského" na místním zámku se změnily hospodářské poměry obce. Změna nastala v roce 1824, kdy ve veřejné dražbě koupil panství Radim a Pecka a statky Choteč, Sobčice a Vojice, kníže Ferdinand z Trauttmansdorffu. Získané majetky spojil se svým kumbursko–úlibickým panstvím a obnovil tak opět rozsáhlé dominium.
Za první světové války, v roce 1915, pobývalo v Radimi asi 20 polských židovských uprchlíků z Haliče, kteří byli ubytováni na zámku a v hostinci „Na Poště“. Panství Kumburk-Radim bylo v první etapě pozemkové reformy dáno v roce 1921 do záboru, přičemž velkostatek „Kumburg” s Lužany; velkostatek „Oulibice” s Robousy (bez Obory) podléhaly konfiskaci do 50%, Kovač-Konecchlumí též do 50%, dvůr Oulibice do 50% a u Zebína se jednalo o 36 ha; velkostatek Týn Horšův měl být konfiskován celý.
Státní pozemkový úřad (přídělový komisař v Jičíně) vyhlásil na velkostatku Kumburk-Radim v majetku Karla z Trautmannsdorfu ve lhůtě od 1. července do 10. července 1923 přídělové řízení k prodeji (popřípadě pachtu) zbytkových statků Robousy (asi 62 ha), Lužany (asi 30 ha) a Konecchlumí (asi 36 ha). Zbytkový statek Lužany o rozloze 29 ha byl prodán za přídělovou cenu 200 000 Kč (majitel Ziebiger Vilém), zbytkový statek Robousy o rozloze 62 ha za př. cenu 430 000 Kč (majitel Viška Ferdinand) a zbytkový statek Konecchlumí o rozloze 36 ha za př. cenu 220 000 Kč (majitelka Vítková A.) V roce 1936 nový majitel zámku František Bílek nechal východní část zámku pro zchátralý stav zbořit, západní polovina byla definitivně srovnána se zemí v roce 1948 a z původního zámku se dochoval pouze neveliký klenutý sklep.
Během druhé světové války, se někteří občané Radimi a okolí zúčastnili národního odboje. Když v únoru a březnu 1945 procházely Jičínskem transporty zajatců, které Němci evakuovali z Horního a Dolního Slezska před rychle postupující Rudou armádou, šla většina transportů přes Radim na Železnici, aby se vyhnuly městu Jičínu. Při silnici je pomníček ruského zajatce, který zde byl zastřelen, protože nebyl schopen jít dále. Poválečná historie Radimi byla obdobná s osudy jiných obcí na Jičínsku.

## Geografie a popis obce
Obec leží na okraji Českého ráje na úpatí lesnatých kopců, Kumburka, Bradlce, Tábora a Kozákova, táhnoucích se na severovýchodě od silnice na Novou Paku k severozápadu až k Jizeře. Na druhé straně silnice z Jičína do Turnova se táhne kratší, lesnatější hřeben, počínající u Jičína Brady, pokračující Prachovskými skalami, Troskami, Hrubou Skálou a končící u Turnova. Přes Radim teče potok Trnávka, pramenící v lesích nad osadou Podhájí, který se na jihozápadním okraji obce zvaném "V Olšinách" stéká se Lháňským potokem, směřuje dále přes Studeňany, protéká Dvoreckým rybníkem u Robous a vlévá se u Kacákovy Lhoty do Úlibického potoka, přítoku Cidliny.
Okolí Radimi původně pokrývaly dubohabrové lesy, které, směrem k severu, přecházely v doubravy a bučiny. Od počátku 19. století je převažující dřevinou v okolních lesích smrk. Většina lesů byla ale postupně, vzhledem k dlouhotrvající zemědělské činnosti, vyklučena, vytěžena a přeměněna na pole, částečně i louky. Kromě Dvoreckého rybníka, který se nachází na nynější hranici katastrálních území Studeňany a Robousy, byly v nejbližším okolí Radimi ještě další tři rybníky, které však byly postupně vysušeny a přeměněny na pole nebo louky. V roce 1961 byl na horním toku potoka Trnávky vybudován rybník Bonda, známý více pod jménem „Radimák“. Potok napájí požární nádrž v Radimi a v roce 1980 došlo k jeho zatrubnění při průtoku obcí. Další větší vodní plochou v okolí je rybník Hlíza v Dřevěnici.
Radim je svým půdorysným uspořádáním „návesní vsí“ typickou pro řadu regionů východních Čech.

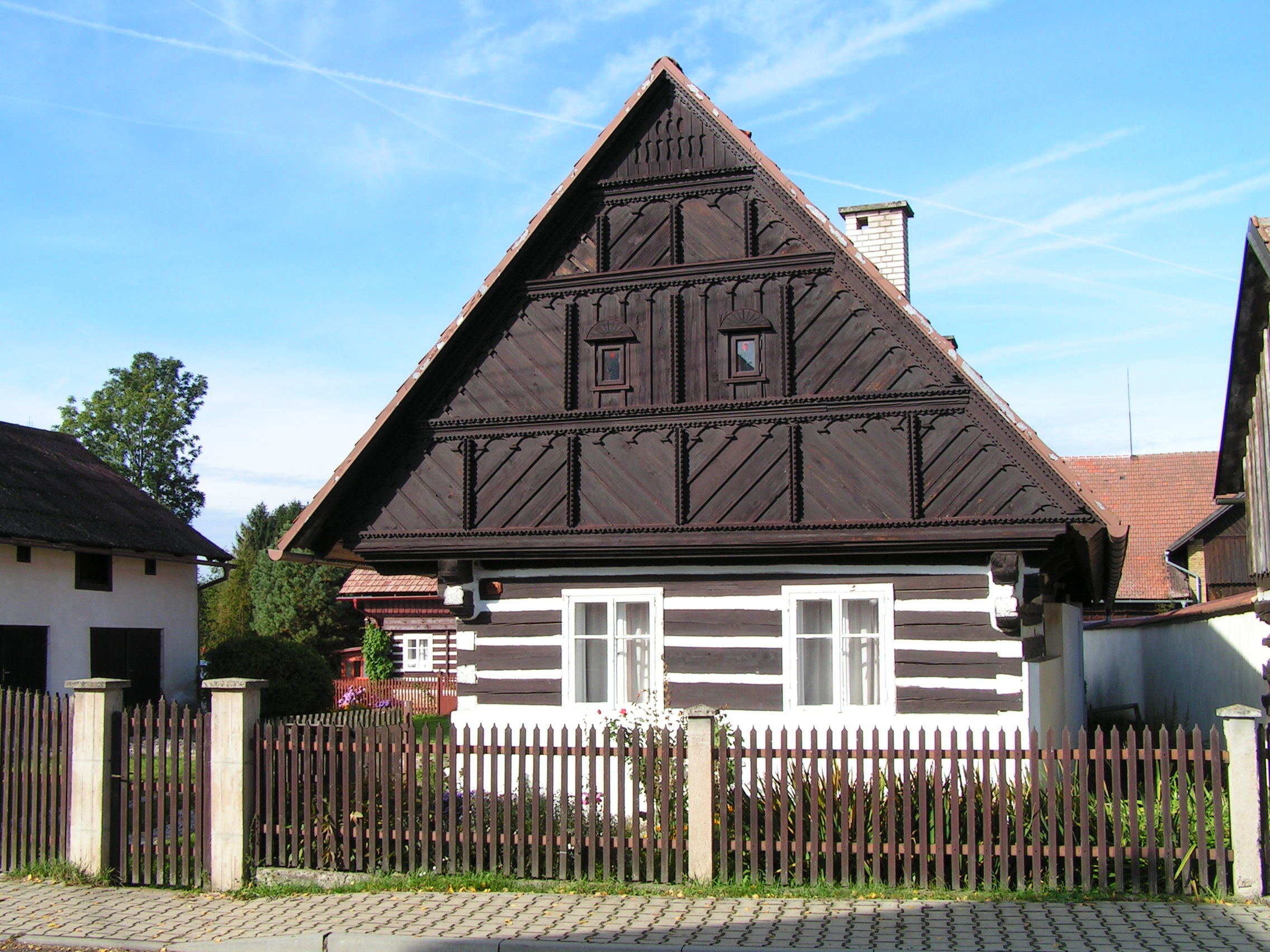
Roubený dům ve Studeňanech

Nejstarší zástavba byla dřevěná. K roubení obydlí se používalo hlavně borové, jedlové, ale i dubové dřevo. Roubené domy bývaly často i v 18. století, budovány bez základů. Stěny roubených stavení se dokončovaly jílovou omazávkou s řezanou slámou. Proti nepříznivým vlivům počasí, byly trámy napouštěny hovězí krví, případně lojem nebo lněným olejem. Spáry a čela trámů se bílily. Roubená stavení často doplňovaly stavební prvky z pískovce. Štítové lomenice byly ozdobně vyřezávané nebo vyskládané z polí různě kladeného dřeva. Na pokrytí střech se používaly došky ze žitné slámy, výstavnější domy se pokrývaly šindelem.

## Demografie

### Složení obyvatel
Podle berní ruly bylo roku 1654 v Radimi 7 sedláků, 5 chalupníků a 4 domkáři, ve Lháni byli 4 sedláci. Jak uvádí tereziánský katastr, bylo v Radimi roku 1756 celkem 37 hospodářů, ve Lháni 5.
V roce 1961 bylo v obci evidováno 518 obyvatel, v roce 1980 žilo v obci 372 osob a v roce 2006 zde žilo 381 osob.
Podle statistiky ze sčítání lidu v České republice v roce 2001, žilo v Radimi trvale celkem 362 osob, z toho 181 žen. K české národnosti se hlásilo 348 osob, 4 ke slovenské, 2 k německé a 2 k ukrajinské. 6 osob svoji národnost zřejmě neuvedlo.
Ke dni 31. prosince 2010 zde bylo evidováno 342 bydlících obyvatel, z toho 187 žen.

### Náboženský život
Jak bylo v minulosti běžné, bylo i na radimském panství vysoké procento věřících obyvatel. Až na nepatrné výjimky se hlásili k římskokatolické církvi; v průběhu historie žily na panství 1 až 4 židovské rodiny. Náboženský život v obci závisel na tom, pod jakou správu spadala radimská farnost a zda úřadující farář bydlel v Radimi, nebo tam dojížděl.
V současnosti obec Radim spadá do římskokatolické farnosti Železnice jičínského vikariátu a královéhradecké diecéze. Zdejší kostel sv. Jiří, mučedníka je též farním kostelem, kam dojíždí farář ze Železnice. Podle údajů z roku 2001 bylo z 362 obyvatel Radimi 108 věřících, z toho 88 lidí se hlásilo k římskokatolické církvi, 10 k československé církvi husitské, 1 k českobratrské církvi evangelické a 1 k pravoslavné církvi; 225 osob bylo bez vyznání a 29 osob své vyznání neuvedlo.

## Architektonicko–urbanistický vývoj obce
První historicky doloženou stavbou na území Radimi byla tvrz, stojící proti původnímu dřevěnému kostelu sv. Jiří, mučedníka. Vybudovali ji pravděpodobně Trčkové z Lípy ve druhé polovině 16. století. Byla to podélná třípatrová kamenná budova, ke které náležel hospodářský dvůr. Kartuziáni, které přivedl do Radimi Albrecht z Valdštejna v roce 1621 a kteří zde pobývali 10 let, si ji upravili pro svoje potřeby. Prostory v budově přestavěli na kapli, sakristii, refektář, cely a další místnosti obvyklé pro klášter. Další stavební činnost kartuziánů v Radimi pokračovala po skončení třicetileté války, kdy měli již své hlavní sídlo ve Valdicích. V roce 1660 přestavěli původní tvrz, svoje první sídlo, na klášterní rezidenci ve stylu raného baroka, nazývanou později zámek, a dřevěným potrubím sem zavedli vodu z Podhájí. Budova zámku stávala u silnice, proti kostelu, a tvořilo ji jednopatrové podélné stavení, kryté sedlovou střechou, s velkými klenutými přízemními prostorami, které byly v dalších letech rozděleny příčkami. V některých prostorách měla později své třídy stará radimská škola. Budova zámku měla bohatou historii a kromě toho, že zde probíhalo vyučování, i nejrůznější využití (občasné sídlo vrchnosti, ubytování pro praktikanta Jana Pernera, pana nadlesního, tkalcovská dílna, ubytovna důchodců z velkostatku, hřebčín nebo ubytovna zajatců v 1. světové válce). Poslední majitel zámku, František Bílek z Valdic, začal v roce 1936 s jeho postupnou demolicí a stavební materiál odvážel do Valdic. Obec od něho zakoupila uvolněné pozemky a na jejich místě postavila v roce 1939 budovu kampeličky, ve které získal své trvalé sídlo i poštovní úřad. Nyní se zde nachází také knihovna a ordinace lékařů. Vedle této budovy byla později vystavěna prodejna smíšeného zboží a úřadovna se zázemím nynějšího Obecního úřadu.
V letech 1708–1709 byl na místě původního dřevěného kostela sv. Jiří, mučedníka, postaven nový barokní kostel stejného jména. Tato jednolodní chrámová stavba je orientovaná v ose východ–západ. Západní průčelí s hlavním vchodem tvoří hranolovitá kostelní věž, zakončená kupolí s věžičkou a křížem. Pod kupolí jsou umístěny věžní hodiny. Později byla na východní straně kostela přistavěna sakristie a na střechu kostela umístěna další věžička. U kostela se nacházel hřbitov, který časem přestal svou kapacitou postačovat a byl zrušen. V roce 1791 byl zřízen hřbitov za vsí směrem na Lháň, kde se pak říkalo „Na zadním hřbitově“. Později byl též zrušen a v roce 1892 byl založen stávající hřbitov u silnice na Dřevěnici. U kostela, po pravé straně, zůstal pouze jeden hrob s kamenným náhrobkem a křížem. Je v něm pohřben jeden z nejváženějších mužů v historii Radimi P. Jan Tobiášek.
Kartuziání postavili též za kostelem na křižovatce silnic do Dřevěnice a do Tužína kamenný hostinec, později zvaný „U Růže“, který měl ve štítu písmena CW (Carthusia Waldicensis), neboli Valdická kartouza s letopočtem 1729. Tento hostinec se zachoval do současnosti; o jeho důkladnou rekonstrukci v roce 1994 se zasloužil Jaroslav Janda z Újezdce, který zde byl do roku 2007 hostinským. Hostinci se pak říkalo "U Jandů". Další, dřevěný kartuziánský hostinec ve Studeňanech z roku 1767 se nedochoval. Druhý, zachovalý, hostinec stál na křižovatce silnic do Soběrazi a do Lháně a v něm sídlil nějakou dobu i poštovní úřad, později kanceláře a provozovna zemědělského družstva. Ještě dlouho se zde říkalo „Na Poště“. V roce 2009 byla budova přestavěna na moderní bytový dům a tato lokalita se nyní nazývá „Hrad“.
První farář samostatné radimské farnosti Karel Viktorin Gottmann, rodák z Prahy, vystavěl ve druhé polovině 18. století, při cestě vedle kostela, krásnou barokní faru s mansardovou střechou pokrytou šindelem. Od roku 1930 byla radimská farnost spravována ze Železnice, neobývaná fara chátrala a v letech 1959–1960 byla zbourána. Na místě fary je nyní obecní park se stromy a lavičkami.
Stará škola byla vystavěna roku 1784 za kostelem v místě, kde se říká „U Křížku“. Jedná se o přízemní roubené stavení, na podezdívce z pískovcových kvádrů, zbudované v mírně svažitém terénu. Štítová lomenice je tvořena z protilehle vyskládaných ploch a zdobena vyřezávanou římsou. Je to nejstarší, dosud obývané stavení v obci. V roce 1819 byla poblíž zadního hřbitova směrem na Lháň postavena obecní kovárna.
Nová škola byla vystavěna v roce 1891 stavitelem Křenovským, na zakoupeném pozemku, patřícím původně k hostinci „U Růže“, podle silnice na Dřevěnici. Prostorná patrová budova prošla od té doby řadou rekonstrukcí, kdy byla pořízena nová okna a omítka (1965), přistavěno hygienické zařízení a tělocvična (1970), další přístavbou vznikla v přízemí kuchyň a jídelna (1978). Změnou vnitřních dispozic se získala velká místnost pro mateřskou školu. Bylo vybudováno další hygienické zařízení, šatny a nový vchod do školy. V roce 2006 byla kancelář ředitele školy a kabinet přeměněny na byty pro učitele. V současně době je v budově, kromě učitelských bytů, základní škola nižšího stupně (1.–5. ročník) a mateřská škola. Ke škole patří velké sportovní hřiště s klubovnou (TJ Sokol Radim). V roce 2000 byla u školy vybudována sportovní hala 13 x 11 m včetně šaten a sociálního zařízení.
K radikální přeměně centra obce došlo v roce 1987, kdy na místě zbořeného stavení čp. 18, tzv. „Kalouskovo“, kde do té doby sídlilo zdravotní středisko, byly postaveny obytné okály.

## Hospodářství a doprava

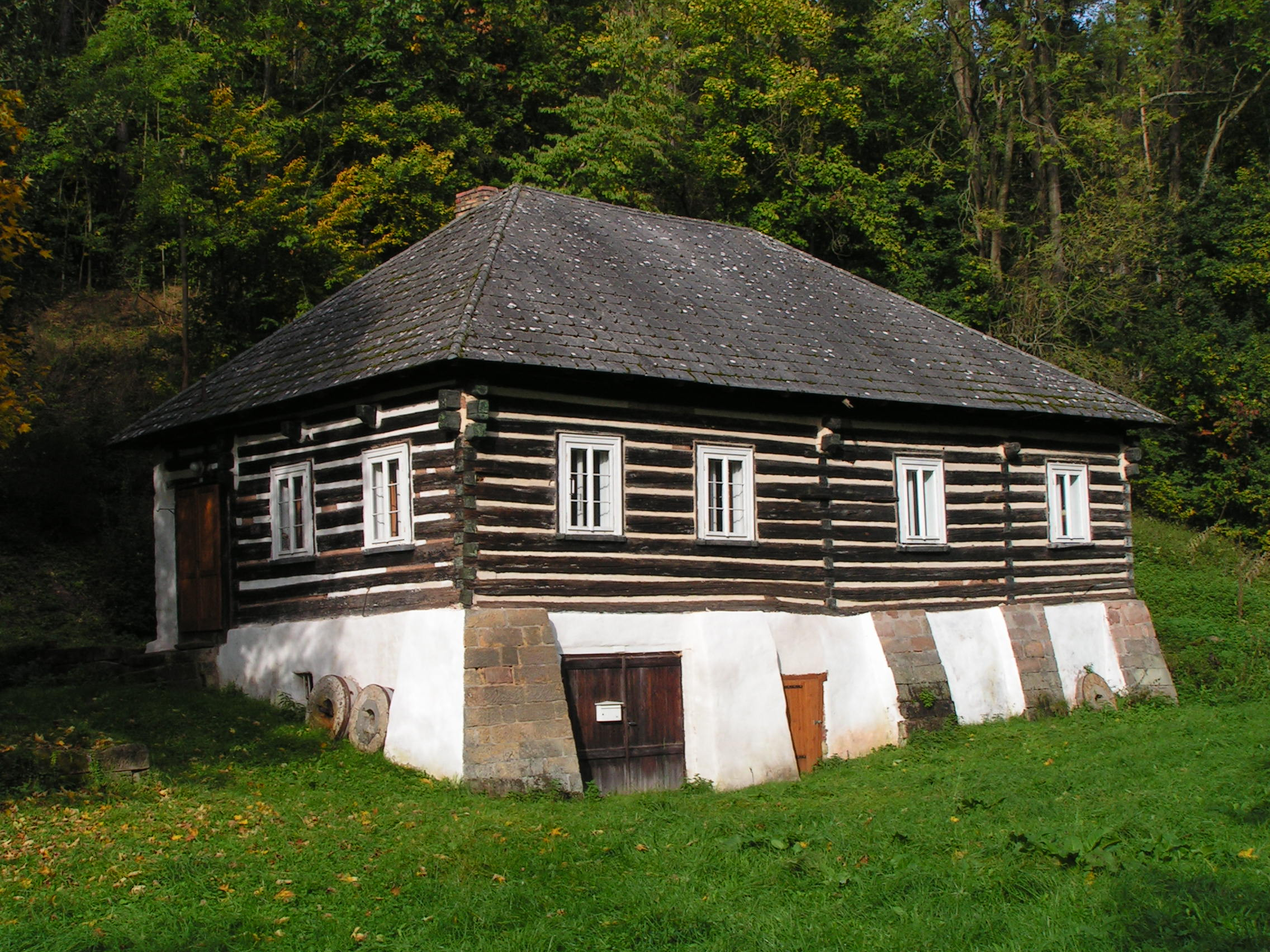
Roubený vodní mlýn v Tužíně (nyní rekreační objekt)

Obyvatelé radimského panství se vedle zemědělství živili též předením. Podle záznamů z roku 1777, kdy se oddělovaly cechy řemeslníků od peckovského panství, je zřejmé jaká řemesla se zde provozovala. Byl to cech krejčí, cech mlynářů a pekařů a cech osmi řemesel (kováři, zámečníci, truhláři, tesaři, bednáři, sklenáři, kameníci a mistři zedničtí). Většina řemeslníků musela své příjmy doplňovat ze zemědělství.
V roce 1840 zřídil vídeňský Žid Ignác Leopold Lieben na zámku tkalcovskou dílnu, které se říkalo „fabrika“; vyráběly se zde látky, především atlas a kaliko. Zaměstnával tam 70 lidí a kromě toho pracovali pro dílnu tkalci skoro v každém domě v nejbližším okolí. I ti si přivydělávali na živobytí zemědělstvím. Podle statistiky z let 1833 až 1834 byla půda na statku Radim středně úrodná a pěstovaly se zde všechny druhy obilí, len a další kulturní plodiny. Ovocné stromy (jabloně, hrušně, švestky, třešně) byly vysazovány i ve volné přírodě. Z hospodářských zvířat se kromě skotu, chovali koně a ovce, z domácích zvířat pak hlavně husy, prasata, ale i slepice, králíci a kozy. Rozšířené bylo též včelařství. Z řemesel byli nejvíce zastoupeni tkalci plátna (pláteníci), mlynáři, kováři, pekaři a krejčí. Byli zde i 2 zubaři a 15 porodních asistentek.
V roce 1870 byl v Radimi zřízen poštovní úřad; přes Radim vedly dvě říšské (císařské) silnice, jedna z Jičína přes Novou Paku až do Slezska, druhá přes Hořice a Hradec Králové na Moravu. V roce 1907 byl založen Spořitelní a záložní spolek tzv. „kampelička“; zakládajících členů bylo 36. V letech 1926–1927 proběhla elektrifikace Radimi a Lháně. V roce 1928 začal jezdit přes obec první autobus provozovatele Josefa Faikuse, na trase Mlázovice – Jičín.
Po roce 1948 hospodařily v Radimi nejprve dvě JZD (II. a III. typu), která se v roce 1964 sloučila v JZD Radim. Do družstva vstoupili na tři až čtyři výjimky všichni vlastníci půdy. Ve Lháni byl na pozemcích p. Bímy zřízen státní statek. V roce 1965 byl ve Studeňanech postaven velkokapacitní kravín, na jehož stavbě se podíleli i vojáci.
Po roce 1989 byla půda navrácena původním majitelům. Přihlásilo se 38 restituentů, z nichž většina půdu pronajala Zemědělskému družstvu Radim, které vzniklo v roce 1992. Nyní ho nahradila Zemědělská společnost Radim se sídlem v Soběrazi. Dva zemědělci hospodaří se svými rodinami na soukromých farmách. V obci má svoji provozovnu Pila Radim – Jindra Fr., E.S.H. & F s.r.o. (výroba elektrotechniky) a EKO-AGRO-MONT s.r.o. Studeňany (služby pro zdemědělství a stavebnictví).
Roku 2010 bylo v obci evidováno 85 podnikatelských subjektů; největší počet z nich podniká v oblasti obchodu, prodeje a oprav motorových vozidel a spotřebního zboží, zemědělství a stavebnictví. V témže roce byla celková výměra pozemků v katastru obce 1038 ha, z toho zemědělská půda činila 673 ha, orná půda 528 ha, lesní půda 264 ha, trvalé travní porosty 103 ha, vodní plochy 34 ha, zahrady 29 ha, ovocné sady 13 ha, zastavěné plochy 17 ha a ostatní plochy 50 ha.
Radim leží na křižovatce silnic třetí třídy, které ji napojují severozápadním směrem přes Soběraz na silnici druhé třídy II/286 z Jičína přes Železnici do Lomnice nad Popelkou. V jihovýchodním směru je napojení přes Dřevěnici na silnici první třídy I/16 z Jičína do Nové Paky a směrem na Úlibice na silnici I/35 vedoucí přes Hořice do Hradce Králové.
V obci je zastávka pravidelné autobusové linky Jičín – Železnice – Kyje a linky Jičín – Mlázovice – Lázně Bělohrad – Pecka provozovatele BusLine a.s., středisko Jičín. Nejbližší železniční zastávka je pojmenovaná Jičín–zastávka ležící ve Valdicích na trati číslo 041 spojující Hradec Králové s Turnovem.

## Školství, kultura, sport

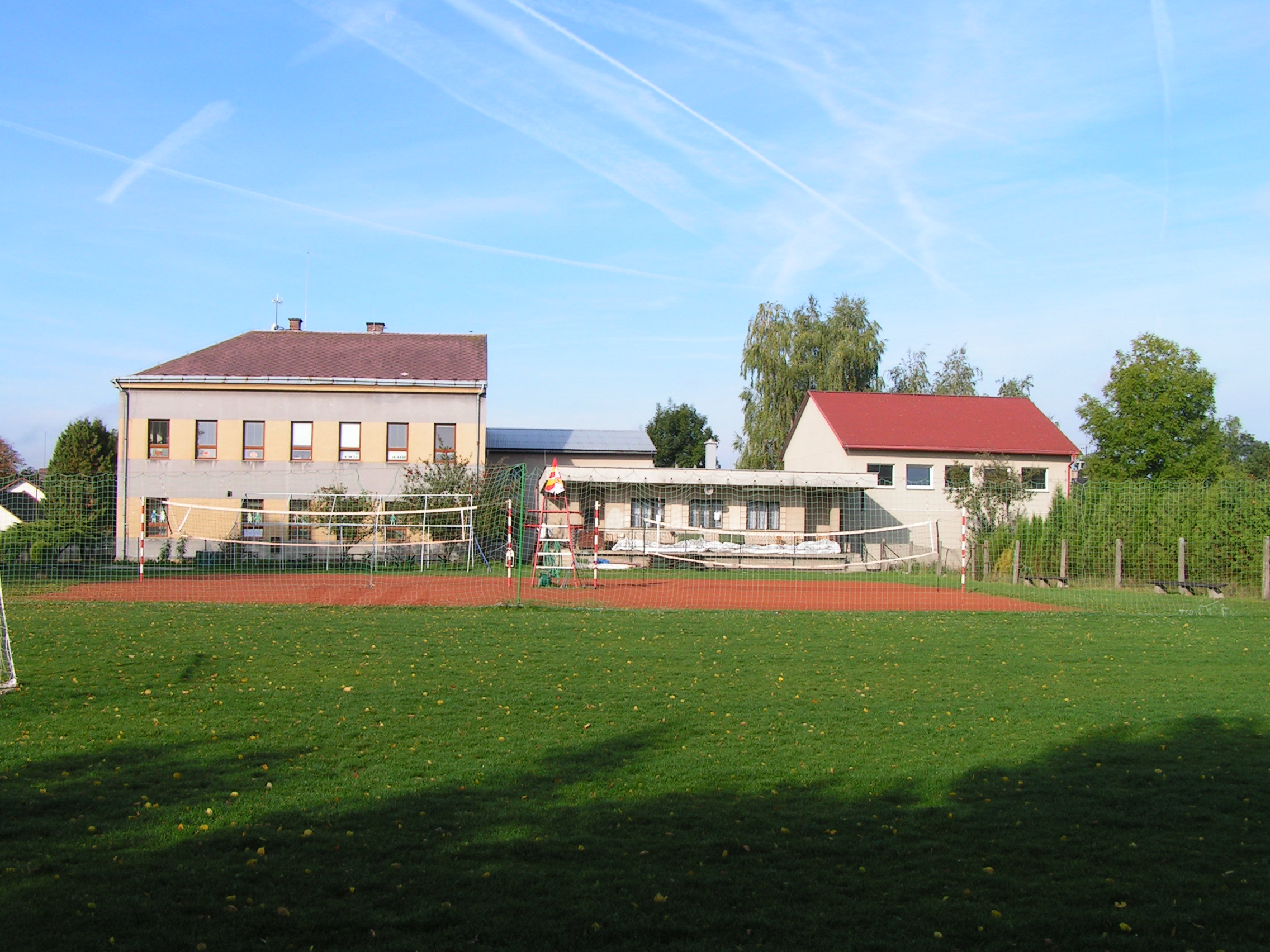
Škola v Radimi s klubovnou, sportovní halou a hřištěm

Podle pamětníků a ústního podání z konce 18. století, sahá tradice školního vzdělávání v Radimi hluboko do historie. Učilo se údajně v hostinci a také v čp. 65, u Kneiflů. Mimo Radim a její dnešní části, byly svého času k radimské škole připojeny také vsi Zboží, Újezdec, Ploužnice a Žďár. Nějaký čas patřila školou k Radimi také Soběraz a Dolánky. V roce 1783 stoupl počet dětí na 150, takže se zdejší škola, tehdy již farní, mohla rozšířit na dvojtřídní. V roce 1784 byla postavena dřevěná školní budova na náklady vrchnosti, která k ní měla i patronátní právo. Postupem doby se z dvoutřídní stala trojtřídní a 1. září 1885 se radimská škola stala čtyřtřídní. Vyučování probíhalo tak, že jedna třída se učila ve škole a ostatní třídy měly vyučování na zámku, v místnostech k tomuto účelu vyčleněných. Tato situace si vyžádala stavbu nové školní budovy, která byla postavena v roce 1891 jako čtyřtřídní. Po první světové válce zde byly v provozu dvě třídy. Do jedné chodily tři postupové ročníky, do druhé zbývající dva, celkem 5 postupových ročníků. Další dvě místnosti ve škole sloužily jako tělocvična a kabinet. Po absolvování školy mohli žáci chodit do měšťanky, nebo, po složení příslušných zkoušek, navštěvovat střední školy, tedy reálku nebo gymnázium.
Stejně jako školství má v Radimi tradici kultura i sport. Osobností, která se významným způsobem zasloužila o kulturní a společenský rozvoj obce byl P. Jan Tobiášek, který byl v Radimi farářem od roku 1856. Založil v obci ochotnický spolek, pořádal divadelní představení českých her, umělecké „besedy“ a jako hudebník i hudební akademie. Z výtěžku těchto akcí, sbírkami mezi obyvateli a vlastními úsporami se zasloužil o založení obecní i školní knihovny. Radim byla pro tyto kulturní aktivity vyhledávána mnoha návštěvníky z širokého okolí.
V současnosti zajišťují společenský a kulturní život obyvatel v obci spolkové organizace TJ Sokol Radim, Sbor dobrovolných hasičů Radim, Zahrádkářské sdružení Radim u Jičína, Myslivecké sdružení Podhájí–Radim, Váchalův spolek studeňanský, který pořádá ve Studeňanech výstavy a setkání malířů a výtvarníků a také místní knihovna s internetem. V hostinci „U Růže“ pořádají obecní spolky tradiční plesy, dětské karnevaly a taneční zábavy.
V roce 1903 byl založena TJ Sokol Radim. Její členové se zúčastňovali všesokolských sletů, pořádali výlety a divadelní představení. V roce 1957 zahájil činnost oddíl stolního tenisu, který s přestávkami funguje dodnes a hraje stolní tenis na velmi dobré úrovni. Stejně tak místní volejbalový oddíl, založený v roce 1964, se zúčastňuje okresního turnaje s velmi dobrými výsledky. V roce 1973 se poprvé některé zápasy dřevěnických volejbalových turnajů hrály na hřišti v Radimi. Tato spolupráce a výpomoc při organizaci a průběhu významné celorepublikové akce s názvem Volejbalová Dřevěnice trvá dodnes. Kromě turnajů ve volejbale a stolním tenise pořádá TJ Sokol Radim také utkání v nohejbale, sáňkařské a lyžařské závody, turistické výlety, dětské dny a letní tábory. Ubytovací kapacity v rekreační oblasti Tužína zajišťuje Chata Tužín a Penzion Tužín.

## Současnost
Obec má 5 částí, které tvoří 4 katastrální území (Tužín a Podhájí tvoří jedno katastrální území). Zastupitelstvo je složeno ze 7 členů, od roku 2006 stojí v jeho čele starostka Zdeňka Brixová. Obec je členem Svazku obcí Brada a Místní akční skupiny Brána do Českého ráje.

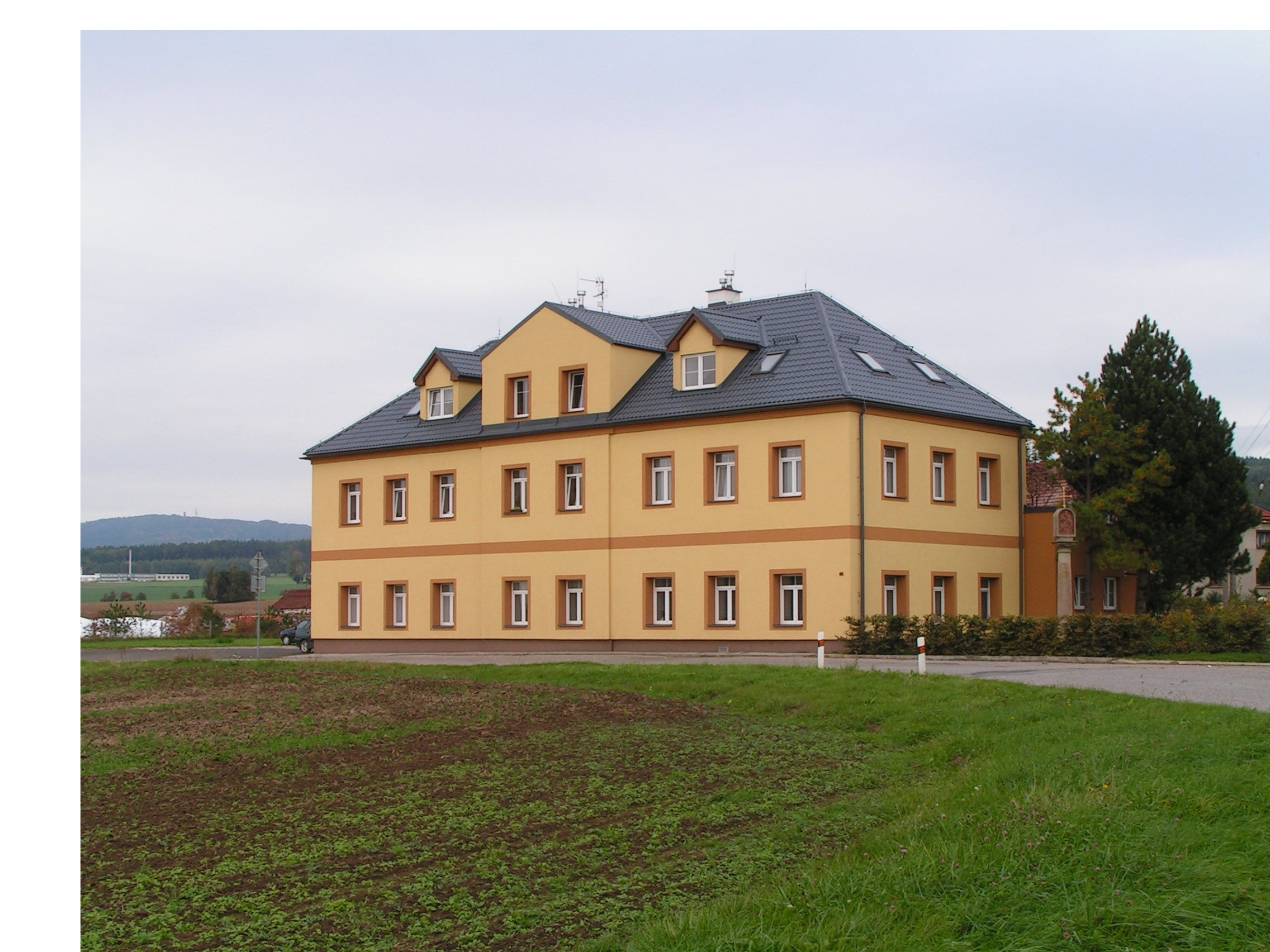
Bytový dům „Hrad“ (rekonstrukce v roce 2009)

Je zde zřízen veřejný vodovod a v současné době v obci funguje poštovní úřad, knihovna s internetem, prodejna smíšeného zboží, pohostinství, mateřská a základní škola nižšího stupně se sportovní halou a hřištěm; do místní ordinace pravidelně dojíždí dětský a praktický lékař.
V posledních letech se podařilo, za pomoci státních dotací, zrealizovat dvě větší investiční akce. Tou první byla výstavba nové sportovní haly na počátku tohoto století, která by měla být v dalších letech ještě prodloužena. Druhou akcí bylo vybudování 11 startovacích bytů vzniklých rekonstrukcí bývalého hostince „Na Poště“ v roce 2009. Tato lokalita se nyní nazývá „Hrad“.

## Významné osobnosti v historii obce
- Jan Perner, (1815–1845), projektant a stavitel železnic, byl v letech 1833–1836 zaměstnán na kumbursko–radimském panství jako praktikant a úředník stavební správy. Byl ubytován v radimském „zámku“.
- P. Jan Tobiášek, (1811–1868), farář, iniciátor kulturního a společenského dění v Radimi ve druhé polovině 19. století. Je pohřben vedle kostela sv. Jiří v Radimi. Jeho významnými spolupracovníky na poli kultury v obci byli Václav Draslar, dlouholetý radimský starosta, povoláním truhlář a Jan Gebauer, synovec Václava Draslara, student jičínského gymnázia a pražské filozofické fakulty.
- Josef Váchal, (1884–1969), malíř, řezbář, grafik, spisovatel, žil a tvořil od roku 1937 na rodinném statku své životní družky Anny Mackové ve Studeňanech. Je pochován na hřbitově v Radimi.
- Anna Macková, (1887–1969), malířka, grafička, rodačka ze Studeňan, životní družka Josefa Váchala. Je pochována na hřbitově v Radimi.
- Dr. Josef Nožička, archivář, historik, spisovatel, rodák ze Studeňan.

## Pamětihodnosti
Kartuziáni kromě zbudování velkých staveb zřejmě hmotně podpořili i vznik zdejších sochařských a kamenických děl. Z obou stran kostela svatého Jiří v Radimi jsou umístěny barokní pískovcové sochy biblických rodičů Panny Marie, svaté Anny a svatého Jáchyma, pocházející z 18. století. Socha sv. Anny stojí před vchodem do kostela, socha sv. Jáchyma se nachází u zadního traktu, poblíž sakristie.

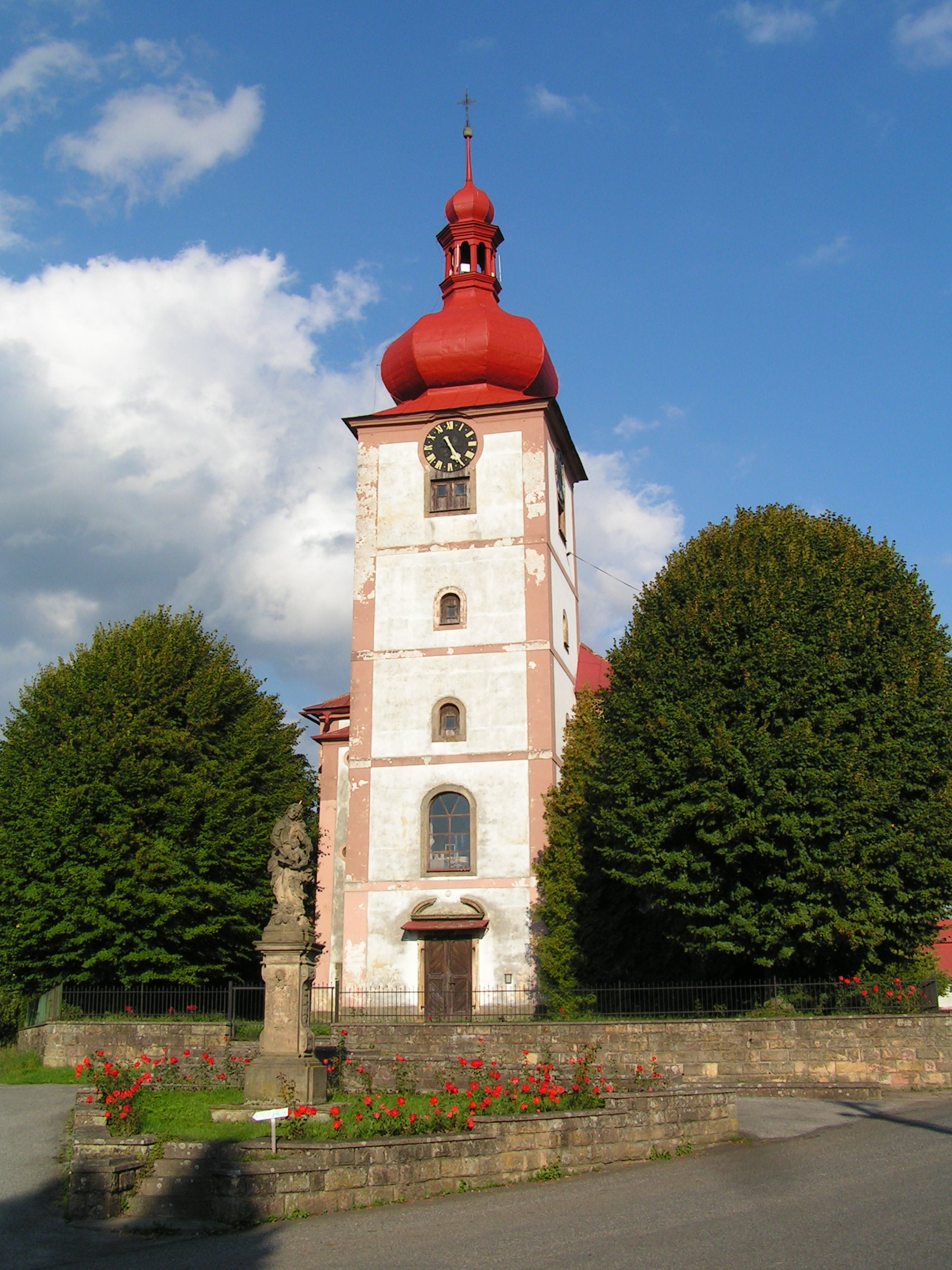
Kostel sv. Jiří – čelní pohled se sochou sv. Anny

- Barokní kostel svatého Jiří z počátku 18. století, který je dominantou obce Radim, je spojen s osobou převora P. Diviše Müllera, původem ze slezského Neudorfu (Nové Vsi). Ten nechal, na místě původního dřevěného kostela sv. Jiří, mučedníka, postavit v letech 1708–1709 prostorný barokní kamenný kostel stejného zasvěcení. Kostel sv. Jiří – čelní pohled se sochou sv. Anny Vysvětil ho tehdejší jičínský děkan P. Kohout. V roce 1718 byl do kostelní věže umístěn velký zvon o váze zhruba 740 kg, na jehož odlití přispěli z větší části dobrodinci.[4] V roce 1788 byl tento zvon nahrazen vzácným zvonem ze zrušeného valdického kláštera, který byl odlit roku 1676 v dílně proslulého zvonaře Jana Pricqueye z Mladé Boleslavi.[p 6][18] Časem byly v kostele umístěny ještě další zvony, které však byly za války zrekvírovány. Z architektonického hlediska je kostel prostá jednolodní stavba na obdélném půdorysu; uvnitř je půlkruhový, z vnějšku trojboce uzavřený presbytář. Pravoúhlá sakristie leží v ose stavby na východní straně, nad západním průčelím se tyčí hranolovitá věž.[19] Uvnitř kostela je hlavní oltář v pseudobarokním stylu, z roku 1903, od ak. sochaře Antonína Suchardy ml. z Nové Paky. Z původního vyřezávaného oltáře se zachovaly pouze dřevěné sošky sv. Anny a sv. Jáchyma. Oltářní obraz sv. Jiří je dílem profesora jičínského gymnázia J. Vavřiny z Nového Bydžova. Výmalbu prostoru presbytáře provedl lomnický malíř Fidelis Weibl. Klenbu chrámové lodi vyzdobil obrazem Nanebevzetí Panny Marie ak. malíř Jan Janšta z Prahy. Obraz byl vytvořen podle originálu, jehož autorem byl italský mistr Giovanni Battista Tiepolo. Na stěnách kostela jsou zavěšeny obrazy Křížové cesty malíře Antonína Šulce z Bělohradu. Na kůru je umístěn obraz sv. Prokopa z 1. poloviny 18. století a varhany. V interiéru kostela se nachází křtitelnice z 2. poloviny 18. století a v sakristii dvě barokní skříně z valdického kláštera.[19] Kostel je kulturní památkou od 3. 5. 1958.[20]

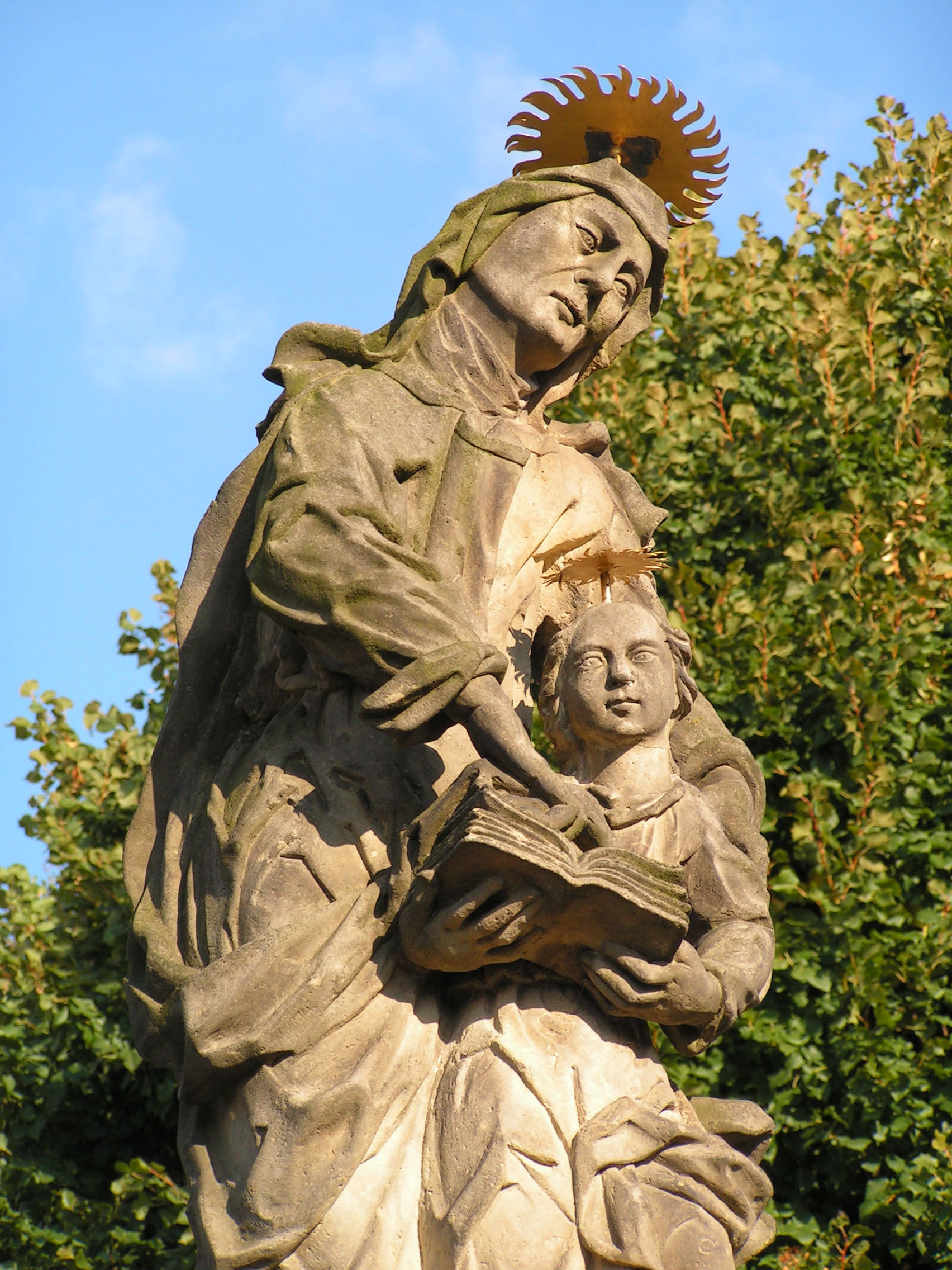
Socha sv. Anny – detail

- Barokní socha (sousoší) svaté Anny z roku 1718,[p 7][4] znázorňuje světici, jak učí svoji dceru Marii číst (pravděpodobně z Bible).Socha sv. Anny – detail Ve střední části horního podstavce je kartuš s latinským nápisem „Sancta Anna Digna Genitricis Parens Ora Pro Indignis Servis Tuis“, česky „Svatá Anno, důstojná matko Boží rodičky, oroduj za své nehodné služebníky“. Na spodním podstavci je vytesána signatura "Zho (zhotovil) F. Škvařil z Jičína".[21]

- Barokní socha svatého Jáchyma, který se opírá levou rukou o pastýřskou hůl a u nohou má hlavy dvou andílků, byla inspirována příběhem, popsaným ve Zlaté legendě (Legenda aurea) Jacoba de Voragine ze 13. století, kdy Jáchym odešel do pustiny za svými pastýři a tam mu anděl zvěstoval, že jeho „neplodná“ žena Anna, po dvaceti letech manželství, porodí dceru, budoucí matku Ježíše Krista. V kartuši, ve střední části podstavce, je český nápis "Swati Ioachime Orodug Zamnie Nini I whodinie Smrtime By Slowa Posledni Bili Ma Iezill Maria Iozeff Ioachim Anna.Tak Cztitel Proli a Ziada.D. 19 Dec.1748" převedeno do dnešní češtiny "Svatý Jáchyme, oroduj za mě nyní i v hodině smrti mé, by slova poslední byla má Ježíš, Maria, Josef, Jáchym, Anna. Tak ctitel prosí a žádá. Dne 19. prosince 1748".[21]

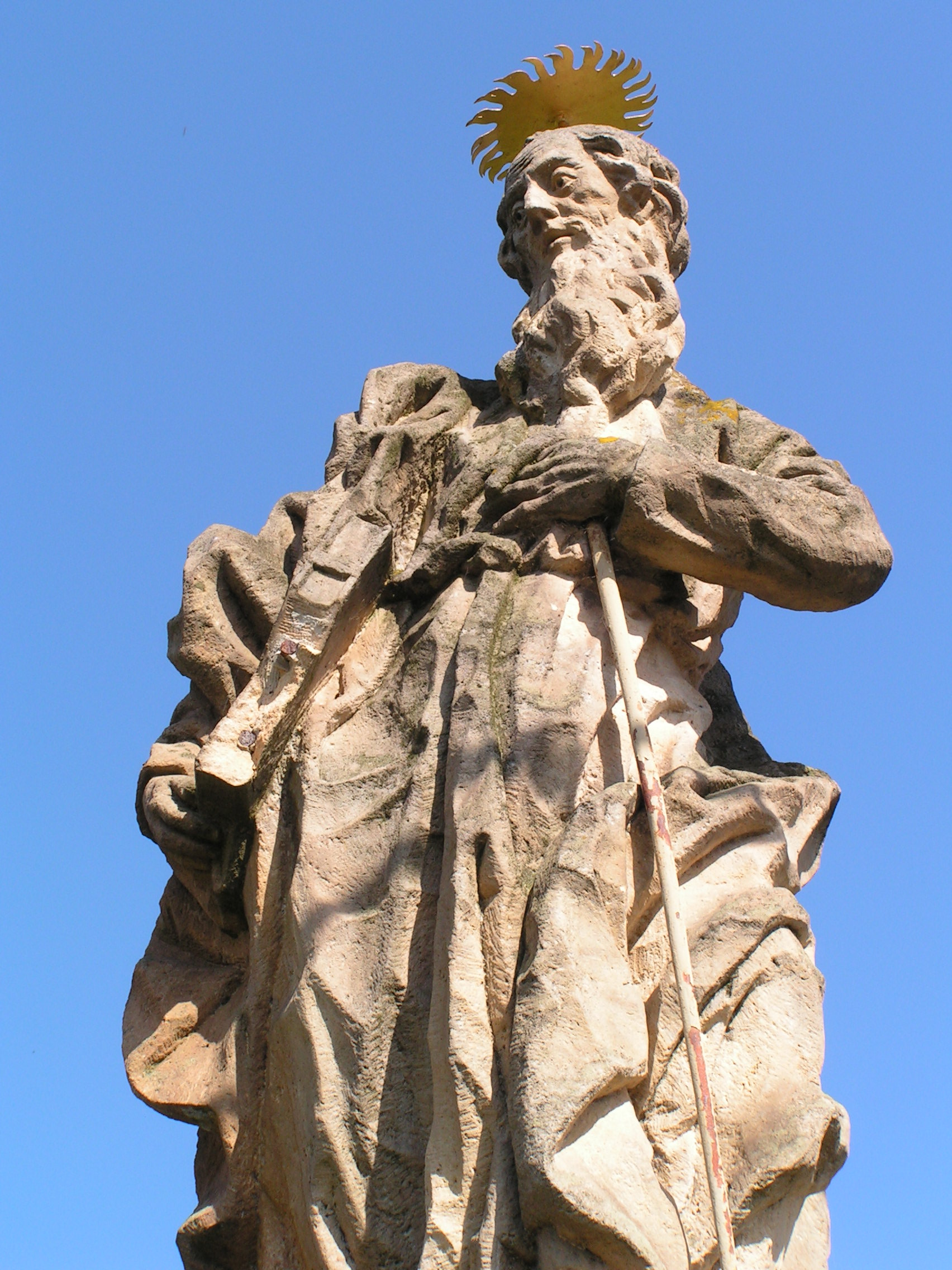
Socha sv. Jáchyma – detail

- Boží muka – jsou v obci dvoje a pocházejí z 18. století. Starší z nich byly zbudovány u křižovatky silnic na Studeňany a Dřevěnici. Původní stavba obdélníkového půdorysu s výklenkem a vyobrazením čtrnácti apoštolů z roku 1700 byla v roce 2011 zrekonstruována na kapličku se sedlovou střechou zakončenou dvouramenným kovovým křížem zlaté barvy. V malém výklenku na podstavci kříže je reliéf ukřižovaného Ježíše Krista. Ve velkém středovém výklenku s ozdobnou mříží je umístěna socha Panny Marie. Druhá boží muka se nacházejí na křižovatce silnic ke Lháni a Soběrazi a tvoří je pískovcový toskánský sloup, umístěný na čtvercovém půdorysu, zakončený kapličkou a křížem. V hlubokých nikách kapličky jsou reliéfy piety a Panny Marie s dítětem. Tato stavba je kulturní památkou od 3. 5. 1958.[19]

- Venkovský dům čp. 41 je kulturní památkou od 5. 8. 2009.[20]

- Dřevěná školní budova je pamětihodností jako nejstarší, dosud obývané stavení v obci (nyní čp. 19); byla postavena v roce 1784.

- Vesnická památková zóna Studeňany (vyhl. roku 1997) se zachovalými přízemními roubenými stavbami. Dřevěné roubenky, s vyřezávanými štíty a stavebními prvky z pískovce, představují typickou ukázku lidové architektury Jičínska. Jednotlivé stavby jsou kulturními památkami od 3. 5. 1958.[22]
- Kaplička Panny Marie Sněžné u silnice ze Studeňan do Radimi. Kaplička pochází z roku 1718 a byla vystavěna na místě původní sochy Panny Marie z roku 1704, která se přelomila na dva kusy. V roce 2011 proběhla generální oprava této památky spolu se slavnostním vysvěcením. Kulturní památkou je od 3. 12. 2002.[22]
- Smírčí kříž v Podhájí u lesní cesty (katastr Tužín) je kulturní památkou od 24. 9. 1977.[23]
- Dva vodní mlýny na Tužínském potoce. Jeden ve středu obce Tužín mezi potokem a hlavní silnicí (nyní ve stavu před rekonstrukci) a druhý na konci tužínského údolí na pravé straně Tužínského potoka. Jedná se o patrový mlýn, původně s dřevěnou pavlačí, který byl po požáru v roce 1868 znovu, též roubený, vystavěn. Mlelo se zde do roku 1930 a nyní slouží jako rekreační objekt. Oba mlýny jsou vedeny jako kulturní památky od 3. 5. 1958.[23]
- Venkovské domy čp. 2, 5, 13, 14 a 40 v Tužíně jsou též kulturními památkami.[23]
- Novogotická kaplička Anděla Strážce v Tužíně, je pamětihodností, kterou nechali vystavět zdejší občané na místě spáleniště továrny v roce 1871.

## Galerie

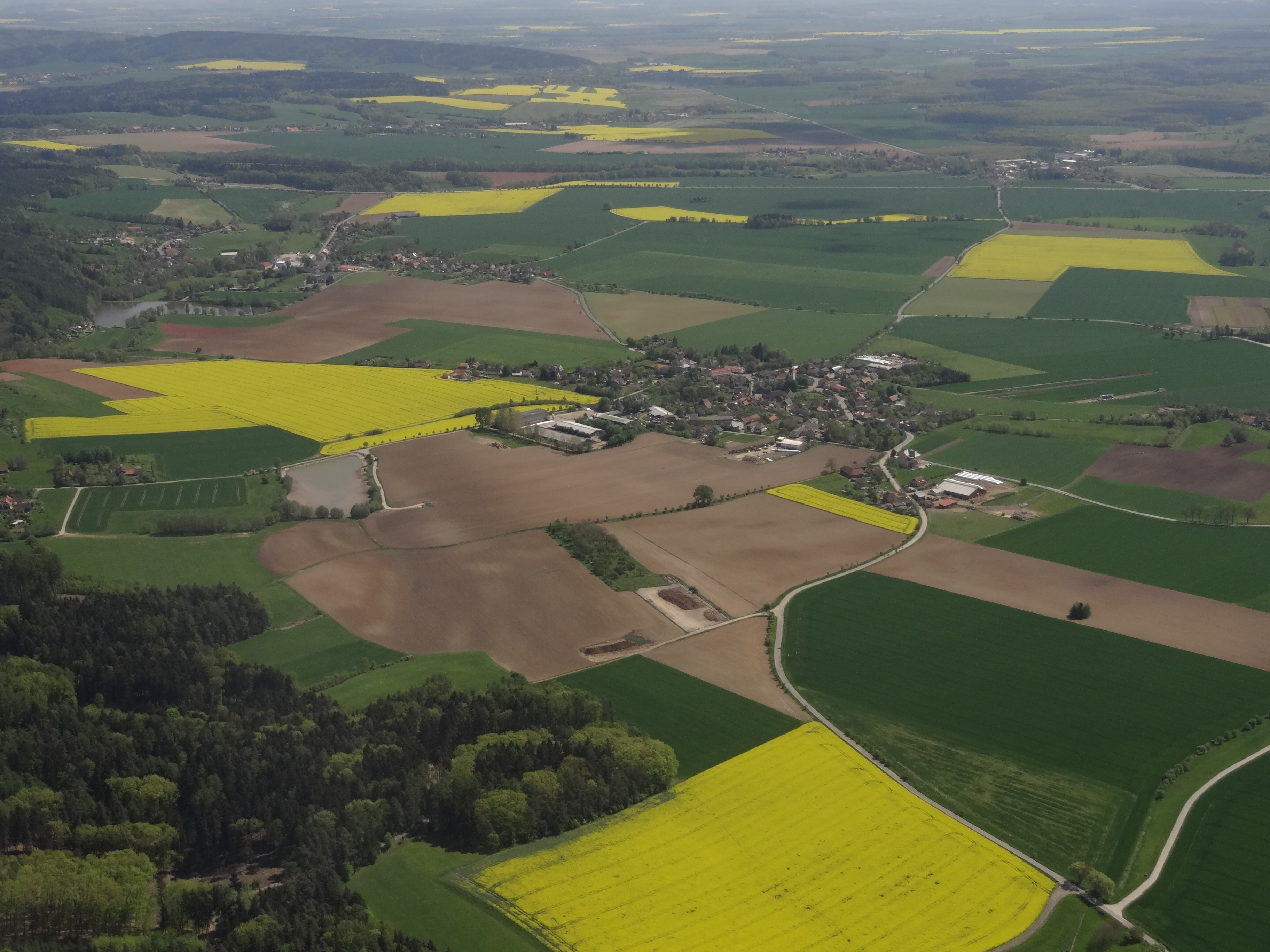
obec Radim z letadla, v pozadí Dřevěnice
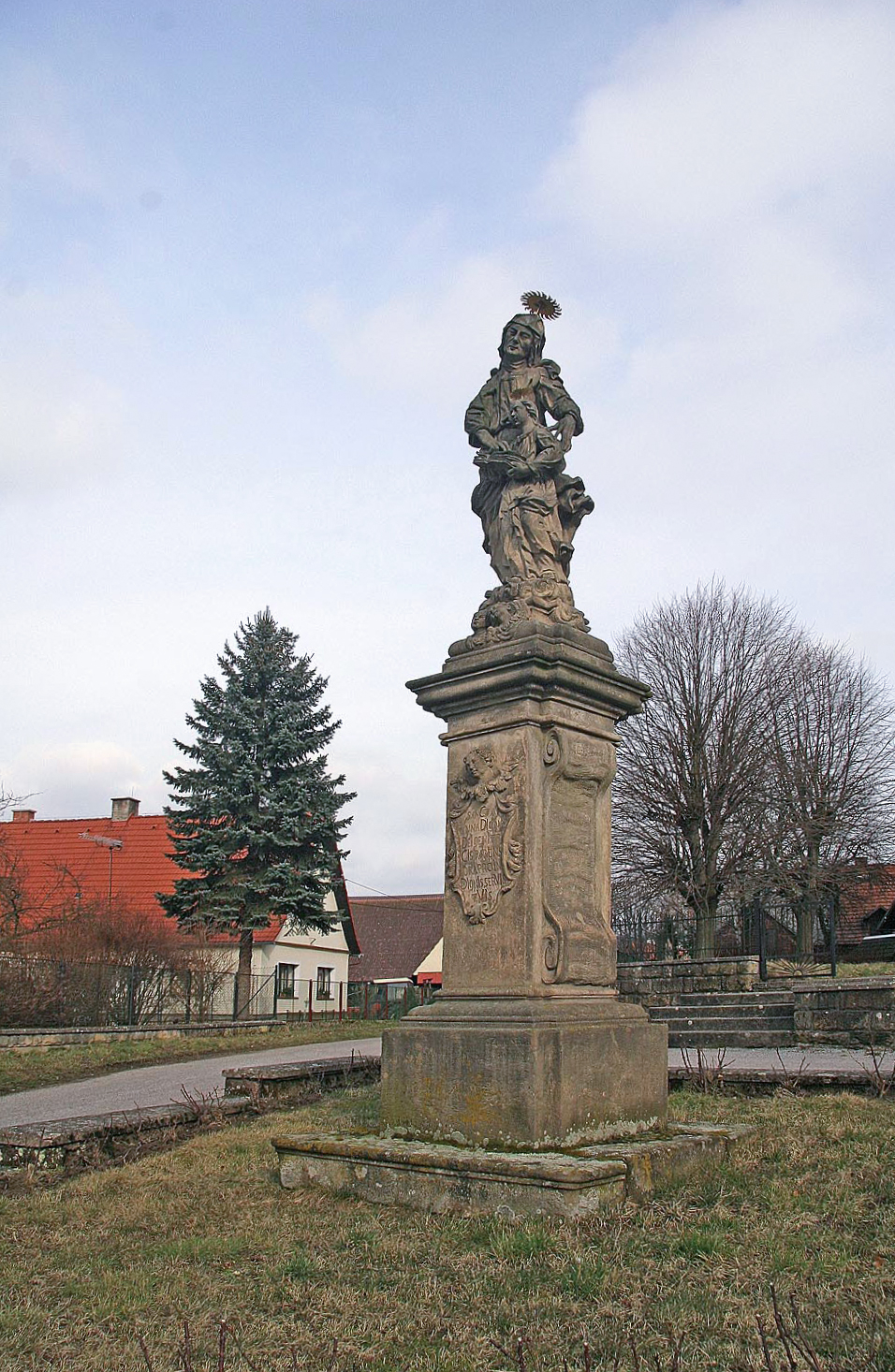
Socha sv. Anny u kostela v Radimi
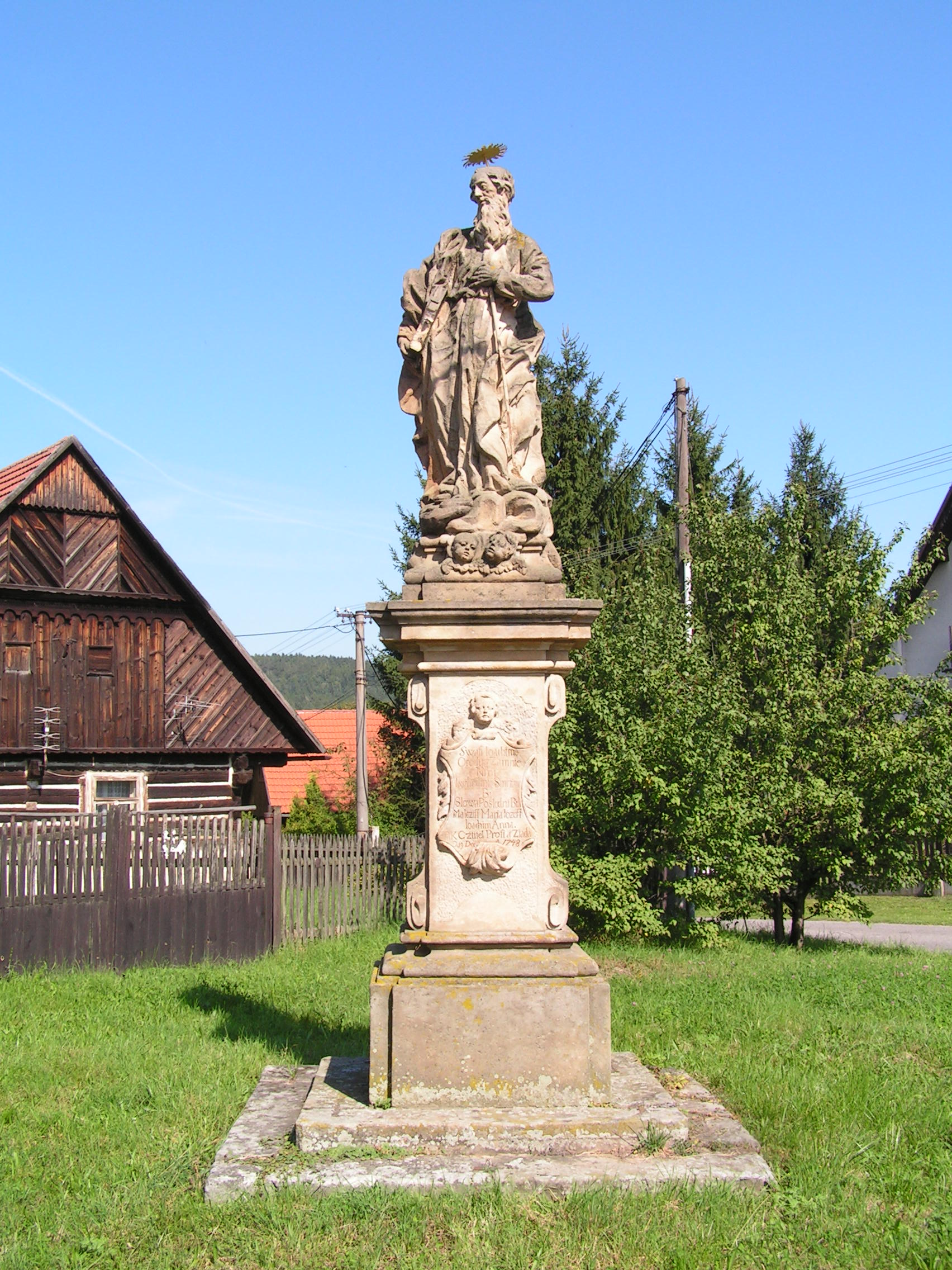
Socha sv. Jáchyma za kostelem v Radimi
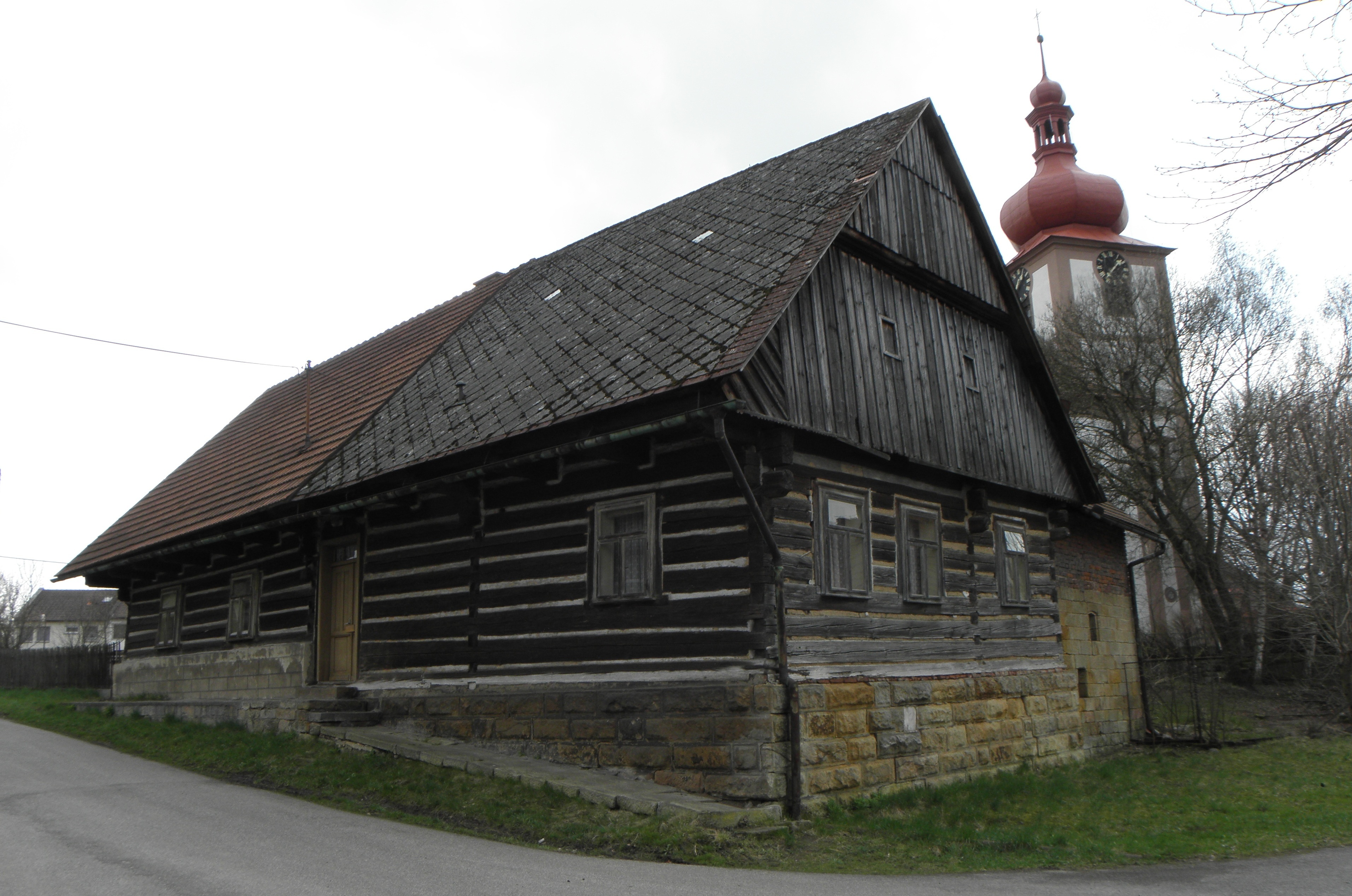
Stará škola v Radimi
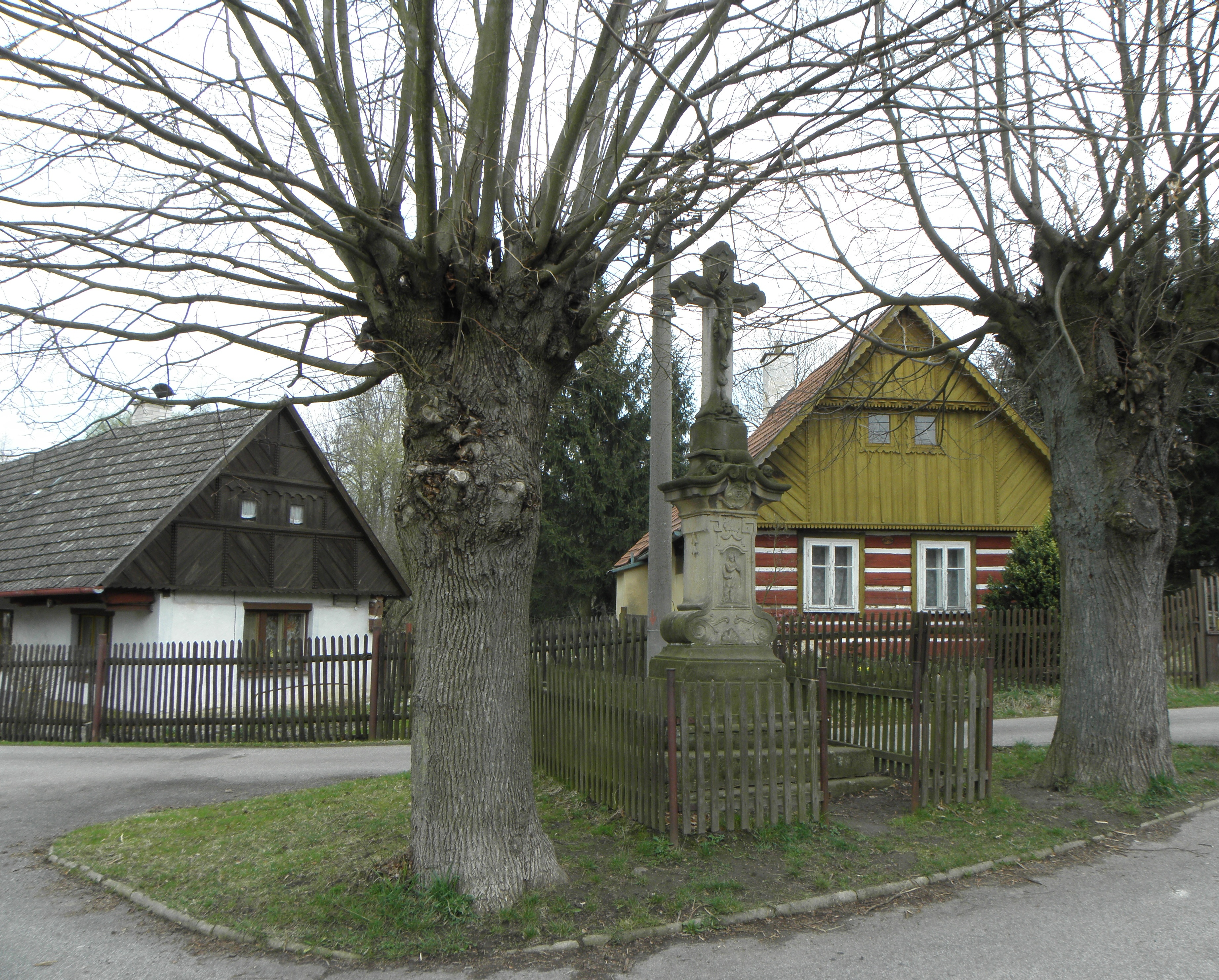
Kamenný kříž z r. 1820 na návsi před starou školou
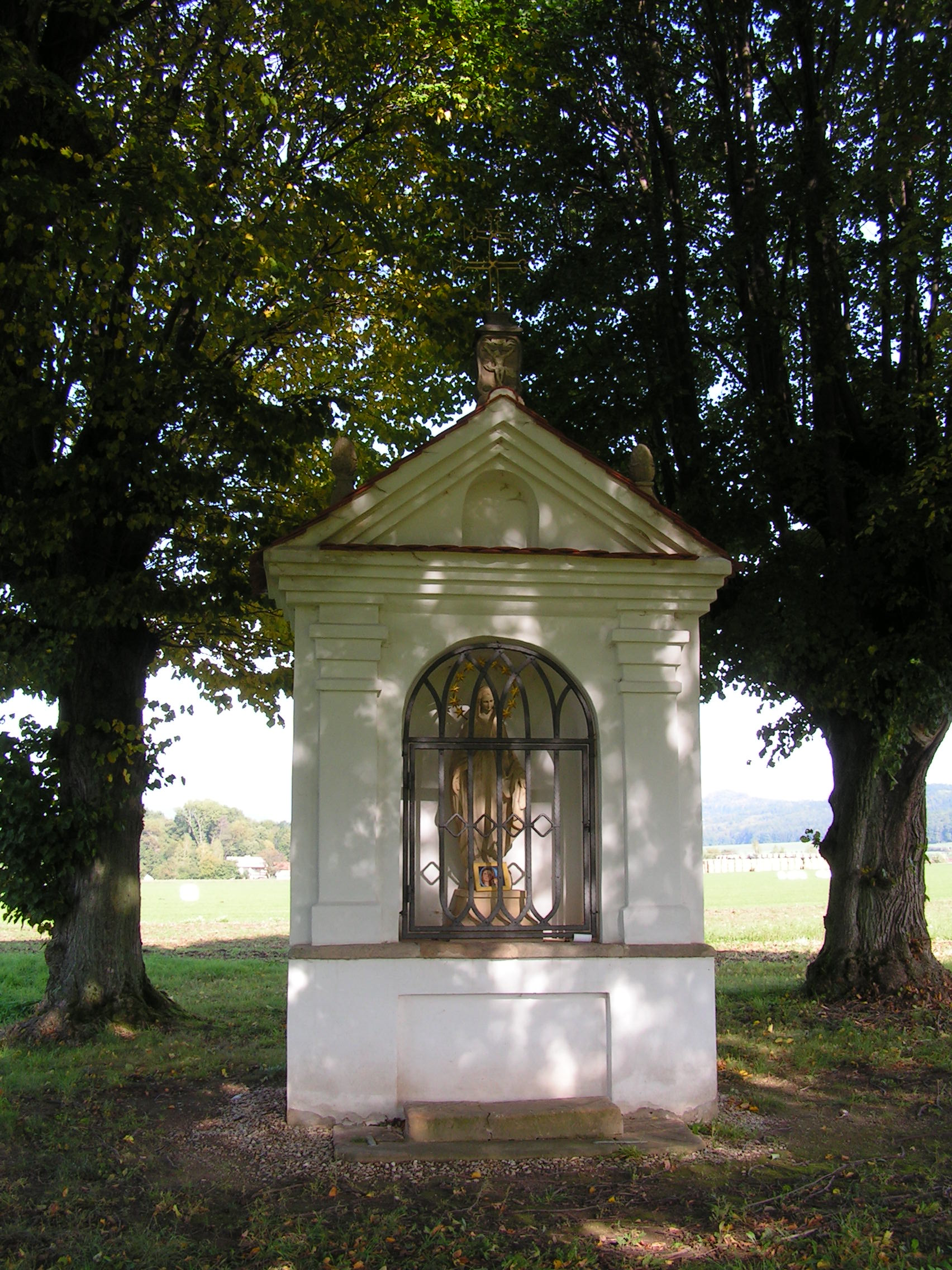
Kaplička se sochou Panny Marie ve Studeňanech (u křižovatky, v lipách)
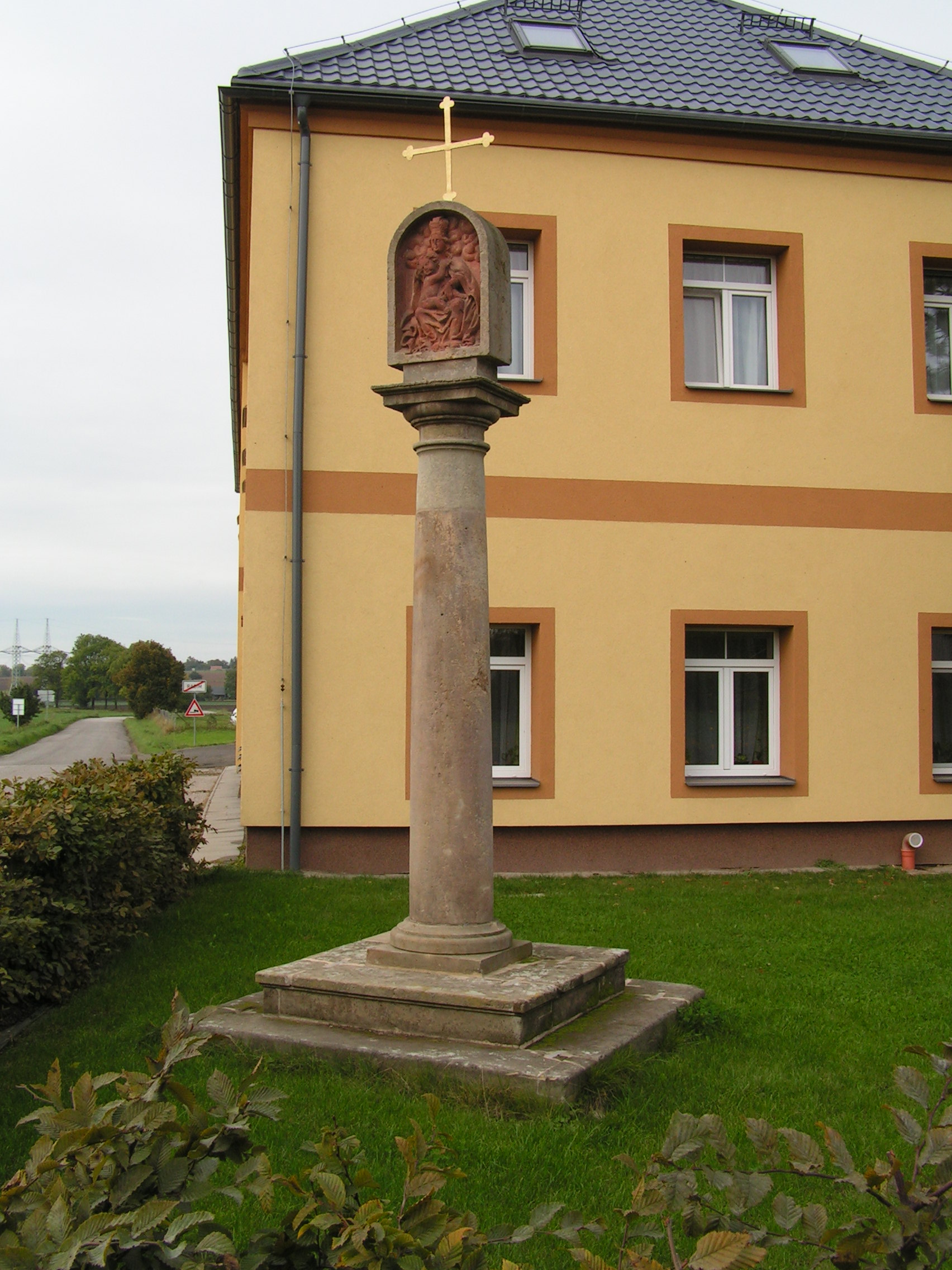
Boží muka u čp. 66